# 165 هـ
165 هـ هي سنة في التقويم الهجري امتدت مقابلةً في التقويم الميلادي بين سنتي 781 و782.

## مواليد
- العباس بن هشام الكلبي

## وفيات
- داود الطائي
- الحسين بن يحيى الأنصاري